# Лимон (кантон)
Лимон (исп. Limón) — кантон в провинции Лимон Коста-Рики.

## География
Находится в южной части провинции. Граничит на западе с провинцией Картаго, на востоке побережье Карибского моря. Административный центр — Лимон, который также является центром провинции.

## Округа
Кантон разделён на 4 округа:
1. Лимон
2. Валье-де-Ла-Эстрелья
3. Рио-Бланко
4. Матама